# Nocturnus
Nocturnus (с лат. — «Ночной») — американская прогрессив-дэт-метал-группа, образованная в 1987 году. В 1993 году, после выпуска одноимённого EP группа распалась, однако в 2000 году вновь начала функционировать.

## История

### Основание, первые записи
Музыкальный коллектив Nocturnus был образован в 1987 году ударником\вокалистом Майком Браунингом (ex-Morbid Angel) после того, как его прошлая группа Incubus распалась. В состав нововявленной группы вскоре вошли бывший гитарист тех же Incubus Джино Марино и бывший басист Agent Steel Ричард Бейтман. После начала совместной творческой деятельности к группе присоединяется второй гитарист Винсент Кроули и таким составом Nocturnus записывают одноимённый дебютный демо материал. Записав демо группа терпит перемены в составе: в Acheron уходит гитарист Винсент Кроули (его заменил 18-летний Майк Дэвис), а басист Ричард Бейтман отдаёт предпочтение Nasty Savage. Уход нескольких участников повлёк за собой некоторую приостановку музыкальной деятельности коллектива пока в 1988 году в составе группы не появился клавишник Лоуис Панзер, придавший звучанию Nocturnus атмосферность, что, вкупе с лирикой на научно-фантастические темы, придавало группе уникальный статус на сцене экстремальной музыки. В этом же году следует второе демо Science of Horror, а в следующем 1989 году появляется басист Джефф Эстетс и сменяется гитарист с Джино Марино на Шона МакНенни. Science of Horror включало в себя четыре композиции, которые впоследствии вошли на дебютный альбом The Key. Демо заинтересовало владельцев лейбла Earache Records, на который и была подписана группа.

### Дебютный альбом, Thresholds, распад
Дебютный музыкальный альбом группы под названием The Key вышел в 1990 году и был записан при поддержке продюсера Тома Морриса. Альбом явился концептуальным и рассказывал историю о киборге, который отправился в прошлое для того, чтобы предотвратить зарождение христианства и основать свою империю. В качестве приглашённого музыканта, исполнив некоторые партии бэк-вокала, выступил вокалист группы Massacre Кэм Ли. В музыкальном плане альбом вызвал большую реакцию как среди критиков, так и поклонников тяжёлой музыки ввиду своей высокой техничности и наличия в каждой композиции клавишных. После выхода альбома в 1991 году место басиста Джеффа Эстеса, который имел проблемы с алкоголем, занял Джим О’Салливан. В этом же году совместно с Bolt Thrower Nocturnus отправились в тур в поддержку дебютного альбома, а затем вместе с Morbid Angel, Napalm Death и Godflesh участвовали в Grindcrusher Tour.
Отыграв в ходе обоих туров композиции с дебютного альбома Nocturnus отправляются в студию для записи второго альбома Thresholds. При записи альбома в группе появляется полноправный вокалист Дэн Иззо, ранее игравший в Tortured Souls (до этого обязанности вокалиста и ударника совмещал Майк Браунинг), а в качестве басиста на время записи альбома выступил Крис Андерсон, которого, уже во время турне с Confessor, заменил Эмо Мовери. Второй альбом группы вышел в 1992 году на лейбле Earache Records и в этом же году уходит Майк Браунинг — основатель группы (впоследствии стал играть на ударных в группе Acheron). Место Браунинга занимает Джеймс Марцинек и в 1993 году записывается двухпесенное EP Nocturnus, на этот раз уже выпущенное на Moribund Records. После этого группа распадается.

### Воссоздание группы, очередной распад
В 2000 году спустя 7 лет после распада группа вновь воссоединяется в следующем составе: Эмо Мовери — бас\вокал, Лоуис Панзер — клавишные, Шон МакНенни и Майк Дэвис — гитара и новый участник Рик Бизарро — ударные. Подобным составом Nocturnus записывают свой третий в дискографии альбом Ethereal Tomb, который был выпущен на лейбле Season of Mist. Однако в августе 2000 года группу покидает клавишник Лоуис Панзер, после чего начались поиски нового кандидата на вакантное место. Вскоре в группе начались некие разногласия и в 2002 году Nocturnus снова распались. Но тем не менее после распада выходят два релиза — The Nocturnus Demos (сборник композиций группы с ранних демозаписей) и DVD Farewell to Planet Earth (собраны видеозаписи выступлений группы различных периодов их деятельности и творчества).

### Очередное воссоздание группы
Группа была вновь воссоздана под названием Nocturnus AD Майком Браунингом (ранее, накануне его ухода из Nocturnus, право на использование названия Nocturnus было закреплено за Шоном МакНенни, Лоуисом Панзером и Майком Дэвисом). В 2019 году Nocturnus AD выпускают альбом Paradox. В его записи приняли участие Майк Браунинг (ударные, вокал), Демиан Хефтел (гитара), Белиал Коблак (гитара, бэк-вокал), Дениэл Такер (бас-гитара) и Джош Холдрен (клавишные).

## Состав

### Последний известный состав
- Майк Дэвис — гитара (1988—1993, 2000—2002)
- Шон МакНенни — гитара (1989—1993, 2000—2002)
- Лоуис Панзер — клавишные (1988—1993, 2000—2002)
- Эмо Мовери — бас-гитара, вокал (1992—1993, 2000—2002)

### Бывшие участники
Вокал
- Дэн Иззо (1992—1993)
- Майк Браунинг[англ.] (1987—1992)
- Эмо Мовери (2000—2002)

Гитара
- Джино Марино (1987—1989)
- Винсент Кроули (1987)

Бас-гитара
- Ричард Бейтман (1987)
- Джефф Эстес (1989—1991)
- Джим О’Салливан (1991)
- Крис Андресон (1992) (сессионное участие)

Ударные
- Майк Браунинг (1987—1992)
- Джеймс Марцинек (1992—1993)
- Рик Бизарро (2000)

## Дискография

### Полноформатные альбомы
- The Key[англ.] (1990)
- Thresholds[англ.] (1992)
- Ethereal Tomb (2000)

### Другие релизы
- Nocturnus (1987) — демо
- The Science of Horror (1988) — демо
- Nocturnus (1993) — мини-альбом
- The Nocturnus Demos (2004) — сборник
- Farewell to Planet Earth (2004) — видео